# Groep (fiets)
Een groep is bij een fiets een set van bij elkaar passende onderdelen, zoals kettingwielen, remmen en derailleurs. Welke onderdelen wel en niet in de groep zijn opgenomen, is afhankelijk van de fabrikant en het fietstype. Ook kan een fietsenbouwer ervoor kiezen niet de complete groep toe te passen: zo worden veel fietsen geleverd zonder pedalen, aangezien fietsers sterk uiteenlopende voorkeuren hebben op het gebied van pedaalsystemen. Over het algemeen bevat een groep in ieder geval de onderdelen voor aandrijving en remmen.

## De onderdelen

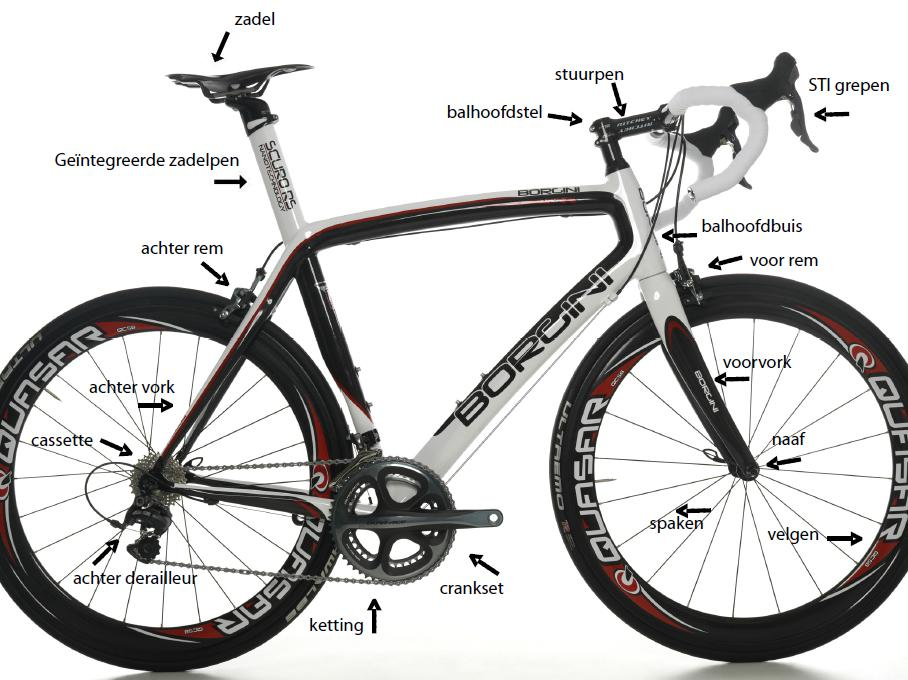
racefiets met beschrijving onderdelen

De groep bestaat uit (een deel van) de volgende onderdelen:
- de naven of wielassen;
- de ketting;
- de pedalen;
- de remmen;
- de remhendels;
- het balhoofdstel, dit is het mechanisme dat het stuur doet draaien;
- het crankstel, dit bestaat uit de traparmen en het voorste kettingwiel (eventueel meerdere wanneer het een fiets met versnellingen betreft);
- de trapas, dit is het mechanisme dat de crank doet draaien, zit gemonteerd in de bracket van het frame;
- de derailleurs of versnellingsapparaten, dit zijn de belangrijkste onderdelen van de versnelling;
- de cassette, dit is de verzamelnaam voor alle kettingwielen op het achterwiel wanneer dit er meer dan één is;
- de verstellers, hiermee bedient men de derailleurs, ze zijn meestal geïntegreerd met de remhendels;
- de zadelpen;
- de fietscomputer;
- de voorvork (bij geveerde mountainbikes).

## Fabrikanten
De belangrijkste fabrikanten van groepen zijn:
- Het Japanse Shimano (gewone fietsen, mountainbikes en racefietsen)
- Het Amerikaanse SRAM (gewone fietsen, mountainbikes en racefietsen)
- Het Italiaanse Campagnolo (racefietsen)
- Het Franse Miche (Baanfiets); de onderdelen passen naadloos op de onderdelen van Campagnolo